# روتلاین
روتلاین (به آلمانی: Röthlein) یک شهر در آلمان است که در بایرن واقع شده‌است.

## خصوصیات
روتلاین ۱۹٫۰۹ کیلومترمربع مساحت دارد ۲۱۱ متر بالاتر از سطح دریا واقع شده‌است.